# Поликарп II (епископ Византийский)
Епи́скоп Полика́рп II (греч. Επίσκοπος Πολύκαρπος Β΄, умер в 144) — епископ Византийский в течение трёх лет (141—144), святой.
Согласно древним источникам, занимал епископскую кафедру в течение семнадцати лет, но церковный историк Никифор Каллист Ксанфопул, сведения которого считаются историками более достоверными, в «Церковной истории» отмечает, что Поликарп II был епископом Византии в течение трех лет (141—144 н. э.), сменив епископа Феликса. Епископствовал во время правления императора Антонина Пия.
В воспоминаниях современников остался мужчиной суровым и энергичным в защите веры ранних апостолов. Противостоял современным ему ересям, а также пытался смягчить голод, который постиг Византию в конце его апостольского служения.
Мощи Поликарпа II, как и его предшественников, хранятся в мраморном гробу в храме Аргируполиса.